# گلد پراید
 گلد پراید اف .سی یک باشگاه فوتبال حرفه‌ای واقع در شهر سانتاکلارا کالیفرنیا آمریکا بود که در لیگ حرفه‌ای فوتبال زنان (آمریکا) فعالیت می‌کرد.این تیم در ۱۶ نوامبر ۲۰۱۰ منحل شد.